# Discographie de Nelly Furtado
La discographie de la chanteuse de pop canadienne Nelly Furtado se compose de six albums studio, une vingtaine de singles et un certain nombre d'apparitions. Furtado s'est fait connaître avec son premier album, Whoa, Nelly!, son single I'm Like a Bird, qui a remporté un Juno Award en 2001 pour le single de l'année et un Grammy Award en 2002 pour la meilleure chanteuse pop. Deux singles de l'album sont devenus internationaux : Turn Off the Light, et ... On the Radio (Remember the Days). Après avoir donné naissance à sa fille Nevis, son deuxième album studio, Folklore a été publié. Ce nouvel opus a connu moins de succès aux États-Unis. Trois singles issus de l'album sont sortis : 
Powerless (Say What You Want), Try, et Força (hymne de l'Euro 2004 de football).
En été 2006, elle sort son troisième album studio, Loose. Il est à ce jour son plus grand succès dans le monde entier. De nombreux titres sont issus de cet album : Promiscuous, Maneater, Say It Right et All Good Things (Come to an End). Après une pause de trois ans, elle sort en septembre 2009 son premier album complet en espagnol, Mi Plan. Son premier single Manos al Aire s'est classé à la première place dans le Billboard Hot Latin Songs. Deux autres singles issus de ce quatrième album, Más et Bajo otra luz n'ont pas eu le même succès. Le 26 octobre, elle sort un album remix, Mi Plan Remixes. À la suite, Furtado sort son premier Greatest Hits, The Best of Nelly Furtado un mois plus tard, le 12 novembre 2010.
En 2012, un cinquième album studio intitulé The Spirit Indestructible sort. Les 2 premiers singles extraits sont Big Hoops (Bigger the Better) et Spirit Indestructible.
Après une longue absence, la chanteuse sort l'album The Ride en mars 2017, précédé d'un premier single Pipe Dreams. L'album reçoit dès sa sortie des critiques dithyrambiques.

## Albums

### Albums studio
| Titre                     | Détails de l'album                                                                                         | Meilleure position | Meilleure position | Meilleure position | Meilleure position | Meilleure position | Meilleure position | Meilleure position | Meilleure position | Meilleure position | Meilleure position | Certifications | Ventes                                                                     |
| Titre                     | Détails de l'album                                                                                         | CAN                | AUS                | AUT                | FRA                | ALL                | P-B                | N-Z                | SUI                | R-U                | É-U                | Certifications | Ventes                                                                     |
| ------------------------- | --- | ------------------ | ------------------ | ------------------ | ------------------ | ------------------ | ------------------ | ------------------ | ------------------ | ------------------ | ------------------ | --- | -------------------------------------------------------------------------- |
| Whoa, Nelly!              | - Sortie : 24 octobre 2000 - Label : DreamWorks - Formats : CD, téléchargement digital                     | 2                  | 4                  | 37                 | —                  | 4                  | 10                 | 5                  | 6                  | 2                  | 4                  | - CAN : 4 * platine - AUS : 2 * platine - ALL : Or - N-Z : Triple platine - SWI : Platinum - R-U : Platine - É-U : 2 * platine - EUR : Platine              | - Monde : 7 000 000 - R-U : 655 418 - É-U : 2 020 000                      |
| Folklore                  | - Sortie : 23 novembre 2003 - Label : DreamWorks - Formats : CD, téléchargement digital                    | 18                 | —                  | 10                 | 122                | 4                  | 4                  | —                  | 13                 | 11                 | 38                 | - CAN : Platine - N-Z : Or - SUI : Platine - R-U : Or - É-U : Or                                                                                            | - Monde : 3 000 000 - É-U : 425 000 - R-U : 239 252                        |
| Loose                     | - Sortie : 7 juin 2006 - Label : Geffen, Mosley - Formats : LP, CD, téléchargement digital                 | 1                  | 1                  | 1                  | 5                  | 1                  | 2                  | 1                  | 1                  | 4                  | 1                  | - CAN : 5 * platine - AUS : 2 * platine - ALL : 5 * platine - N-Z : 2 * platine - SUI : 5 * platine - R-U : 2 * platine - É-U : Platine - EUR : 3 * platine | - Monde : 10 000 000 - R-U : 1 000 000 - ALL : 1 000 000 - É-U : 2 000 000 |
| Mi Plan                   | - Sortie : 11 septembre 2009 - Label : Nelstar, Universal Latino - Formats : LP, CD téléchargement digital | 20                 | —                  | 6                  | 41                 | 5                  | 40                 | 1                  | 3                  | —                  | 39                 | - ALL : Or - SUI : Or - É-U : Platine (Latin) | - Monde : 1 000 000 - É-U : 100 000 - ALL : 100 000                        |
| The Spirit Indestructible | - Sortie : 14 septembre 2012 - Label : Interscope, Mosley - Formats : CD, téléchargement digital           | 18                 | 8                  | —                  | —                  | —                  | —                  | —                  | 3                  | 46                 | 79                 | | Monde: 70 000                                                              |
| The Ride                  | - Sortie : 31 mars 2017 - Label : Nelstar Music - Formats : CD, téléchargement digital                     | —                  | —                  | —                  | —                  | —                  | —                  | —                  | —                  | —                  | —                  | |                                                                            |

### Compilations
| Titre                     | Détails de l'album                                                                                    | Meilleure position | Meilleure position | Meilleure position | Meilleure position | Meilleure position | Meilleure position | Meilleure position | Certifications |
| Titre                     | Détails de l'album                                                                                    | CAN                | AUS                | ALL                | NZ                 | SWI                | UK                 | US                 | Certifications |
| ------------------------- | --- | ------------------ | ------------------ | ------------------ | ------------------ | ------------------ | ------------------ | ------------------ | -------------- |
| Mi Plan Remixes           | - Sortie : 26 octobre 2010 - Label : Nelstar, Universal Latino - Formats : CD, téléchargement digital | —                  | —                  | —                  | —                  | —                  | —                  | —                  |                |
| The Best of Nelly Furtado | - Sortie : November 12, 2010 - Label : Geffen - Formats : CD, téléchargement digital                  | —                  | —                  | 20                 | —                  | 29                 | 53                 | —                  | - POL : Or     |

### Album vidéo
Loose Mini DVD
- Sortie : Août 2007
- Formats : DVD

### Album live
Loose : The Concert
- Sortie : Novembre 2007
- Formats : DVD

### Extended plays
| Titre                           | Détails de l'album                                                               |
| ------------------------------- | -------------------------------------------------------------------------------- |
| Sessions@AOL                    | - Sortie : 6 avril 2004 - Label : DreamWorks - Formats : Téléchargement digital  |
| Live Session (iTunes Exclusive) | - Sortie : 26 septembre 2006 - Label : Geffen - Formats : Téléchargement digital |
| Edicion Limitada en Español     | - Sortie : 3 juin 2008 - Label : Geffen - Formats : Téléchargement digital       |

## Chansons

### Singles
| Titre                                    | Année | Meilleure position | Meilleure position | Meilleure position | Meilleure position | Meilleure position | Meilleure position | Meilleure position | Meilleure position | Meilleure position | Meilleure position | Certifications                                                                            | Album                     |
| Titre                                    | Année | CAN                | AUS                | AUT                | FRA                | ALL                | N-L                | N-Z                | SUI                | R-U                | É-U                | Certifications                                                                            | Album                     |
| ---------------------------------------- | ----- | ------------------ | ------------------ | ------------------ | ------------------ | ------------------ | ------------------ | ------------------ | ------------------ | ------------------ | ------------------ | ----------------------------------------------------------------------------------------- | ------------------------- |
| I'm Like a Bird                          | 2000  | 1                  | 2                  | 41                 | 33                 | 41                 | 4                  | 2                  | 17                 | 5                  | 9                  | - R-U : Argent - AUS : 2 * platine                                                        | Whoa, Nelly!              |
| Turn Off the Light                       | 2001  | 7                  | 7                  | 22                 | 46                 | 31                 | 7                  | 1                  | 2                  | 4                  | 5                  | - AUS : Platine - N-Z : Or - SUI : Or                                                     | Whoa, Nelly!              |
| ... On the Radio (Remember the Days)     | 2001  | 14                 | —                  | 48                 | —                  | 67                 | 7                  | 5                  | 43                 | 18                 | —                  |                                                                                           | Whoa, Nelly!              |
| Hey, Man!                                | 2002  | 20                 | —                  | —                  | —                  | 49                 | 54                 | —                  | —                  | —                  | —                  |                                                                                           | Whoa, Nelly!              |
| Powerless (Say What You Want)            | 2003  | 6                  | 37                 | 7                  | —                  | 8                  | 5                  | 16                 | 16                 | 13                 | —                  |                                                                                           | Folklore                  |
| Try                                      | 2004  | 9                  | —                  | 26                 | —                  | 31                 | 10                 | —                  | 22                 | 15                 | —                  |                                                                                           | Folklore                  |
| Força                                    | 2004  | 76                 | —                  | 5                  | —                  | 6                  | 3                  | —                  | 5                  | 40                 | —                  |                                                                                           | Folklore                  |
| Explode                                  | 2004  | 86                 | —                  | 54                 | —                  | 34                 | 13                 | —                  | 38                 | —                  | —                  |                                                                                           | Folklore                  |
| The Grass Is Green                       | 2005  | —                  | —                  | —                  | —                  | 65                 | —                  | —                  | —                  | —                  | —                  |                                                                                           | Folklore                  |
| No Hay Igual                             | 2006  | —                  | —                  | —                  | —                  | —                  | —                  | —                  | —                  | —                  | —                  |                                                                                           | Loose                     |
| Promiscuous (featuring Timbaland)        | 2006  | 1                  | 2                  | 12                 | 15                 | 6                  | 9                  | 1                  | 6                  | 3                  | 1                  | - É-U : 2 * platine - AUS : Platine - CAN : 3 * platine - N-Z : Or - SUÈ : Or             | Loose                     |
| Maneater                                 | 2006  | 5                  | 3                  | 3                  | 14                 | 4                  | 10                 | 2                  | 3                  | 1                  | 16                 | - AUS : Or - SUI : Or - SUÈ : Platine                                                     | Loose                     |
| Te busqué (featuring Juanes)             | 2006  | —                  | —                  | 25                 | —                  | 16                 | 4                  | —                  | —                  | —                  | —                  |                                                                                           | Loose                     |
| Say It Right                             | 2006  | 5                  | 2                  | 2                  | 1                  | 2                  | 2                  | 1                  | 1                  | 10                 | 1                  | - É-U : 2 * platine - AUS : Platine - ALL : Platine - N-Z : Platine - SUI : Or - SUÈ : Or | Loose                     |
| All Good Things (Come to an End)         | 2006  | 5                  | 12                 | 1                  | 6                  | 1                  | 1                  | 12                 | 1                  | 4                  | 86                 | - SUI : Platine - SUÈ : Or                                                                | Loose                     |
| Do It                                    | 2007  | 11                 | —                  | 45                 | —                  | 22                 | 16                 | 17                 | 30                 | 75                 | 88                 |                                                                                           | Loose                     |
| In God's Hands                           | 2007  | 11                 | —                  | 53                 | —                  | 33                 | 15                 | —                  | —                  | 116                | —                  |                                                                                           | Loose                     |
| Manos al Aire                            | 2009  | —                  | —                  | 5                  | 20                 | 2                  | 48                 | —                  | 6                  | —                  | —                  |                                                                                           | Mi Plan                   |
| Más                                      | 2009  | —                  | —                  | —                  | —                  | —                  | —                  | —                  | —                  | —                  | —                  |                                                                                           | Mi Plan                   |
| Bajo Otra Luz (featuring Mala Rodríguez) | 2010  | —                  | —                  | —                  | —                  | —                  | —                  | —                  | —                  | —                  | —                  |                                                                                           | Mi Plan                   |
| Night Is Young                           | 2010  | 20                 | —                  | 69                 | —                  | 54                 | —                  | 33                 | —                  | —                  | —                  |                                                                                           | The Best of Nelly Furtado |
| Big Hoops (Bigger the Better)            | 2012  | 28                 | —                  | —                  | —                  | 41                 | 46                 | —                  | —                  | 14                 | —                  |                                                                                           | The Spirit Indestructible |

### Singles en featuring
| Titre                                                                    | Année | Meilleure position | Meilleure position | Meilleure position | Meilleure position | Meilleure position | Meilleure position | Meilleure position | Meilleure position | Meilleure position | Meilleure position | Meilleure position | Meilleure position | Album                                                    |
| Titre                                                                    | Année | CAN                | AUS                | AUT                | FRA                | ALL                | EUR                | P-B                | N-Z                | SUÈ                | SUI                | R-U                | É-U                | Album                                                    |
| ------------------------------------------------------------------------ | ----- | ------------------ | ------------------ | ------------------ | ------------------ | ------------------ | ------------------ | ------------------ | ------------------ | ------------------ | ------------------ | ------------------ | ------------------ | -------------------------------------------------------- |
| What's Going On (avec des artistes lutant contre le SIDA)                | 2001  | —                  | —                  | 51                 | 55                 | 36                 | —                  | 26                 | 18                 | 19                 | 16                 | 6                  | 27                 | Single de charité                                        |
| Breathe (Swollen Members featurng Nelly Furtado)                         | 2002  | —                  | —                  | —                  | —                  | —                  | —                  | —                  | —                  | —                  | —                  | —                  | —                  | Monsters in the Closet                                   |
| Fotografía (Juanes featuring Nelly Furtado)                              | 2003  | —                  | —                  | —                  | —                  | —                  | —                  | —                  | —                  | —                  | —                  | —                  | —                  | Un Día Normal                                            |
| Give It to Me (Timbaland featuring Nelly Furtado et Justin Timberlake)   | 2007  | 1                  | 16                 | 3                  | 7                  | 3                  | 2                  | 7                  | 2                  | 21                 | 6                  | 1                  | 1                  | Shock Value                                              |
| Win or Lose (Zero Assoluto featuring Nelly Furtado)                      | 2008  | —                  | —                  | —                  | 31                 | 64                 | —                  | —                  | —                  | —                  | —                  | —                  | —                  | Non-album single                                         |
| Broken Strings (James Morrison featuring Nelly Furtado)                  | 2008  | 41                 | —                  | 2                  | 6                  | 1                  | 2                  | 5                  | 10                 | 1                  | 1                  | 2                  | —                  | Songs for You, Truths for Me                             |
| Jump (Flo Rida featuring Nelly Furtado)                                  | 2009  | 32                 | 18                 | 34                 | —                  | 27                 | 26                 | —                  | 33                 | —                  | —                  | 21                 | 54                 | R.O.O.T.S.                                               |
| I Wish I Knew Natalie Portman (k-os featurng Saukrates et Nelly Furtado) | 2009  | —                  | —                  | —                  | —                  | —                  | —                  | —                  | —                  | —                  | —                  | —                  | —                  | Yes!                                                     |
| Morning After Dark (Timbaland featuring Nelly Furtado et SoShy)          | 2009  | 8                  | 19                 | 12                 | 13                 | 6                  | 11                 | 21                 | —                  | 6                  | 20                 | 6                  | 61                 | Shock Value II                                           |
| Who Wants to Be Alone (Tiësto featuring Nelly Furtado)                   | 2010  | —                  | —                  | —                  | —                  | —                  | —                  | 17                 | —                  | —                  | —                  | 91                 | —                  | Kaleidoscope                                             |
| Wavin' Flag (avec Young Artists for Haiti)                               | 2010  | 1                  | —                  | —                  | —                  | —                  | —                  | —                  | —                  | —                  | —                  | 104                | —                  | Charity single                                           |
| Hot N' Fun (N.E.R.D. featuring Nelly Furtado)                            | 2010  | 98                 | —                  | —                  | —                  | —                  | —                  | 88                 | —                  | —                  | —                  | 49                 | —                  | Nothing                                                  |
| Is Anybody Out There (K'naan featuring Nelly Furtado)                    | 2012  | 14                 | —                  | 16                 | —                  | 11                 | —                  | 24                 | 1                  | —                  | 20                 | —                  | 92                 | More Beautiful Than Silence et Country, God, or the Girl |

### Singles promotionnels
| Année | Titre                            | Album           |
| ----- | -------------------------------- | --------------- |
| 2000  | Party                            | Whoa, Nelly!    |
| 2002  | Trynna Finda Way                 | Whoa, Nelly!    |
| 2007  | Lo Bueno Siempre Tiene Un Final  | Loose           |
| 2007  | En las Manos de Dios             | Loose           |
| 2008  | Somebody to Love                 | Loose           |
| 2009  | Mi Plan (featuring Alex Cuba)    | Mi Plan         |
| 2009  | Silencio (featuring Josh Groban) | Mi Plan         |
| 2010  | Fuerte (featuring Concha Buika)  | Mi Plan Remixes |

### Autres apparitions
| Année | Titre                                                                     | Album                                                           |
| ----- | ------------------------------------------------------------------------- | --------------------------------------------------------------- |
| 1996  | Waitin' 4 the Streets (Plains of Fascination featuring Nelly Furtado)     | Join the Ranks                                                  |
| 2001  | Get Ur Freak On (Remix) (Missy Elliott featuring Nelly Furtado)           | Lara Croft : Tomb Raider (Soundtrack)                           |
| 2001  | Instant Karma! (Dave Stewart featuring Nelly Furtado)                     | Come Together : A Night for John Lennon's Words and Music       |
| 2002  | The Harder They Come (Paul Oakenfold featuring Nelly Furtado)             | Bunkka                                                          |
| 2002  | Fine Line (Jarvis Church featuring Nelly Furtado)                         | Shake It Off                                                    |
| 2002  | Thin Line (Jurassic 5 featuring Nelly Furtado)                            | Power in Numbers                                                |
| 2002  | Sacrifice (The Roots featuring Nelly Furtado)                             | Phrenology                                                      |
| 2002  | Très Fly (Tallisman featuring Nelly Furtado)                              | 80 Million Isms                                                 |
| 2002  | Ching Ching (Ms. Jade featuring Timbaland & Nelly Furtado)                | Girl Interrupted                                                |
| 2002  | Breathe (Swollen Members featuring Nelly Furtado)                         | Monsters in the Closet                                          |
| 2005  | Friendamine (Jelleestone featuring Nelly Furtado)                         | The Hood is Here                                                |
| 2005  | Quando, Quando, Quando (Michael Bublé featuring Nelly Furtado)            | It's Time                                                       |
| 2007  | Slippery Sidewalks/Baldosas mojadas (Bajofondo featuring Nelly Furtado)   | Mar Dulce                                                       |
| 2007  | Toma de Mí (Jennifer Lopez)                                               | El Cantante                                                     |
| 2007  | Daydream Beliver (Anne Murray en duo avec Nelly Furtado)                  | Duets : Friends & Legends                                       |
| 2008  | Sexy Movimiento (Remix) (Wisin y Yandel featuring Nelly Furtado)          | Los Extraterrestres : Otra Dimensión                            |
| 2009  | I Wish I Knew Natalie Portman (K-os featuring Saukrates et Nelly Furtado) | Yes!                                                            |
| 2010  | Bang the Drum (Bryan Adams et Nelly Furtado)                              | Sounds of Vancouver 2010 : Opening Ceremony Commemorative Album |
| 2010  | Where It Begins (Ivete Sangalo featuring Nelly Furtado)                   | Ivete Sangalo Live At Madison Square Garden                     |
| 2010  | Time Stand Still                                                          | Score : A Hockey Musical (Soundtrack)                           |
| 2011  | Mama Knows (Game featuring Nelly Furtado)                                 | The R.E.D. Album                                                |
| 2011  | The Seeker                                                                | The Year Dolly Parton Was My Mom                                |
| 2012  | On The Run (Saukrates featuring K-Os et Nelly Furtado)                    | Season One                                                      |
| 2012  | Sin Ti (Tommy Torres en duo avec Nelly Furtado)                           | 12 Historias                                                    |
| 2013  | Corcovado (Andrea Bocelli en duo avec Nelly Furtado)                      | Passione                                                        |
| 2013  | Headphones (Nelly featuring Nelly Furtado)                                | M.O.                                                            |
| 2013  | Bésame Mucho (Lucho Gatica en duo avec Nelly Furtado)                     | Historia De Un Amor                                             |

## Vidéographie

### Clips vidéo
| Année | Clip                                              | Réalisateur                                | Album                     |
| ----- | ------------------------------------------------- | ------------------------------------------ | ------------------------- |
| 2000  | I'm Like A Bird                                   | Francis Lawrence                           | Whoa, Nelly!              |
| 2001  | Turn Off The Light                                | Sophie Muller                              | Whoa, Nelly!              |
| 2001  | ...On The Radio (Remember The Days)               | Hype Williams                              | Whoa, Nelly!              |
| 2002  | Hey, Man!!!                                       | /                                          | Whoa, Nelly!              |
| 2003  | Powerless (Say What You Want)                     | Bryan Barber                               | Folklore                  |
| 2004  | Explode                                           | Sophie Muller                              | Folklore                  |
| 2004  | Try                                               | Ulf Buddensiek                             | Folklore                  |
| 2004  | Força                                             | Bradley Crayford & Nelly Furtado           | Folklore                  |
| 2006  | Maneater                                          | Anthony Mandler                            | Loose                     |
| 2006  | Promiscuous                                       | Little X                                   | Loose                     |
| 2006  | No Hay Igual                                      | Israël Lugo & Gabriel Coss                 | Loose                     |
| 2007  | All Good Things (Come To An End)                  | Israël Lugo & Gabriel Coss                 | Loose                     |
| 2007  | Say It Right                                      | Rankin & Chris                             | Loose                     |
| 2007  | Do It                                             | Aaron A. & Nelly Furtado                   | Loose                     |
| 2007  | In God's Hands                                    | Jesse Dylan                                | Loose                     |
| 2009  | Manos Al Aire                                     | Little X                                   | Mi Plan                   |
| 2009  | Màs                                               | Little X                                   | Mi Plan                   |
| 2010  | Bajo Otra Luz                                     | Aaron A., Su Montes & Nelly Furtado        | Mi Plan                   |
| 2010  | Fuerte                                            | Richard Bernardin, Robacho Buika & Aaron A | Mi Plan                   |
| 2010  | Night Is Young                                    | Alan Ferguson                              | The Best Of Nelly Furtado |
| 2012  | Big Hoops (Bigger the Better)                     | Little X                                   | The Spirit Indestructible |
| 2012  | Big Hoops (Bigger the Better) [Home Made Version] | Aaron A.                                   | The Spirit Indestructible |
| 2012  | Spirit Indestructible                             | Aaron A.                                   | The Spirit Indestructible |